# Tipperne
Tipperne är en halvö i södra delen av innanhavet Ringkøbing Fjord i västra Danmark. Den ligger i Region Mittjylland, 270 km väster om Köpenhamn. 
Halvön är en viktig rastplats för flyttfåglar och redan 1898 fredades området som sedan 1928 är fågelreservat.